# Mistrzostwa Świata i Europy w Biegu na 100 km 2012
26. Mistrzostwa Świata i 21. Mistrzostwa Europy w Biegu na 100 km – zawody lekkoatletyczne, które odbyły się 22 kwietnia 2012 w Seregno. 

## Mistrzostwa świata

### Rezultaty
|                         | 1. miejsce         | Rezultat | 2. miejsce        | Rezultat | 3. miejsce        | Rezultat |
| Mężczyźni indywidualnie | Giorgio Calcaterra | 6:23:20  | Jonas Buud        | 6:28:57  | Alberico Di Cecco | 6:40:30  |
| Mężczyźni drużynowo     | Włochy             | 20:06:41 | Stany Zjednoczone | 20:23:09 | Francja           | 20:58:44 |
| Kobiety indywidualnie   | Amy Sproston       | 7:34:08  | Kajsa Berg        | 7:35:23  | Irina Wiszniewska | 7:36:01  |
| Kobiety drużynowo       | Stany Zjednoczone  | 22:59:03 | Japonia           | 23:44:02 | Rosja             | 24:02:28 |

## Mistrzostwa Europy

### Rezultaty
|                         | 1. miejsce         | Rezultat | 2. miejsce        | Rezultat | 3. miejsce           | Rezultat |
| Mężczyźni indywidualnie | Giorgio Calcaterra | 6:23:20  | Jonas Buud        | 6:28:57  | Alberico Di Cecco    | 6:40:30  |
| Mężczyźni drużynowo     | Włochy             | 20:06:41 | Francja           | 20:58:44 | Niemcy               | 21:17:50 |
| Kobiety indywidualnie   | Kajsa Berg         | 7:35:23  | Irina Wiszniewska | 7:36:01  | Judit Nagy Földingné | 7:43:55  |
| Kobiety drużynowo       | Rosja              | 24:02:28 | Włochy            | 24:53:14 | Niemcy               | 25:46:44 |

## Reprezentacja Polski

### Mężczyźni
Drużyna mężczyzn zajęła 11. miejsce w klasyfikacji Mistrzostw Świata, a 10. miejsce  w klasyfikacji Mistrzostw Europy z czasem 23:11:28
| Miejsce MŚ | Miejsce ME | Zawodnik         | Klub                   | Rezultat |
| 19.        | 13.        | Paweł Szymandera | TS Opatrunki Toruń     | 7:04:12  |
| 58.        | 44.        | Roman Elwart     | LKS Ziemi Puckiej Puck | 7:46:58  |
| 80.        | 57.        | Dariusz Guzowski | ULKS Talex Borzytuchom | 8:20:18  |